# Netscape 7
Netscape 7是由網景通訊製作的跨平台網路套件系列，修改自Mozilla Application Suite，可以在Windows、Mac OS、Linux上運行。
整個套件包含Navigator（網頁瀏覽器）、Netscape Mail & Newsgroups（電子郵件客戶端和新聞群組軟體）、Address Book（通訊錄）、Netscape Composer（HTML編輯器）、AOL Instant Messenger（即時通訊）、IRC軟體客戶端、Radio@Netscape。

## 歷史和發展
Netscape 7於2002年發布，基於更穩定、速度更快的Mozilla Application Suite 1.0核心，並附帶整合AOL Instant Messenger、ICQ、Radio@Netscape以及分頁式瀏覽等新功能。
2003年7月15日，美國線上宣布將解僱參與開發Netscape的員工，再加上美國線上與微軟的反壟斷訴訟達成和解，在美國線上未來的軟體中使用Internet Explorer，這似乎標誌著Netscape瀏覽器開發的終結。許多人認為，往後不再有新版本的瀏覽器，並且Netscape品牌名稱只作為AOL的廉價網路撥號服務的名稱而存在。
Netscape 7.2於2004年8月17日發布，然而美國線上沒有重啟Netscape瀏覽器部門，而是由內部自行開發。它與Netscape 7.1非常相似，其中唯一的新特性是Netscape Toolbar，由mozdev.org所開發。
儘管許多人認為Netscape 7將成為Netscape的最後一個版本，但美國線上仍然在2005年5月發布了Netscape 8。Netscape 8改進了安全性，並且能夠同時使用Internet Explorer的Trident和Gecko排版引擎。這讓使用者可以使用專門用於瀏覽相容Internet Explorer的網頁。

## 版本歷史
- Netscape 7.0 PR1 – （基於Mozilla Suite）
- Netscape 7.0     – 2002年8月29日（基於Mozilla Suite 1.0.1）
- Netscape 7.01    – 2002年12月10日（基於Mozilla Suite 1.0.2）
- Netscape 7.02    – 2003年2月18日（基於Mozilla Suite 1.0.2）
- Netscape 7.1     – 2003年6月30日（基於Mozilla Suite 1.4）
- Netscape 7.2     – 2004年8月17日（基於Mozilla Suite 1.7）

## 相關文章
- Netscape
- 網景 (瀏覽器)
- Mozilla Application Suite
- 电子邮件客户端列表
- 电子邮件客户端比较

## 外部連結
- 由MozTW製作的非官方中文化版本（页面存档备份，存于）

| 先前 Netscape 6 | Netscape 7 | 其後 Netscape Browser |